# Dysphania peregrina
Dysphania peregrina är en fjärilsart som beskrevs av Max Joseph Bastelberger 1904. Dysphania peregrina ingår i släktet Dysphania och familjen mätare. Inga underarter finns listade i Catalogue of Life.